# Четрнаести Доктор
Четрнаести Доктор је инкарнација Доктора, протагонисте британске научнофантастичне телевизијске серије Доктор Ху. Глумио га је шкотски глумац Дејвид Тенант који је раније глумио Десетог Доктора и последњи пут се појавио на програму у тој улози 2013. године.
У оквиру наратива серије, Доктор је неколико векова стар ванземаљски Временски господар са планете Галифреј који путује кроз време и простор у ТАРДИС-у, често са сапутницима. На крају живота, Доктор се регенерише па се због тога његов физички изглед и личност мењају. Тенантова друга инкарнација је слична Десетом Доктору, саосећајна и пустоловна, али отвореније сентиментална, са осећајем меланхолије и носталгије. У регенерацији му претходи Тринаеста Докторка (Џоди Витакер), а следи га Петнаести Доктор (Шути Гатва).
Првобитно је било најављено да ће Тринаесту Докторку као протагонисту серије наследити Четрнаести Доктор, кога би глумио Шути Гатва. По последњем појављивању Витакерове у улози овог лика, она се уместо тога регенерисала у облик сличан оном Десетог Доктора. Потврђено је да је овај лик Четрнаести Доктор, уз касније појашњење да ће Гатва глумити Петнаестог Доктора.
Четрнаести Доктор се појавио у три специјала 2023. године, поводом 60. годишњице серије, за које је извршни продуцент био Расел Т. Дејвис, који се такође вратио у серију пошто је претходно био извршни продуцент серије од 2005. до 2010. године.

## Кастинг
Руандско-шкотски глумац Шути Гатва најављен је у мају 2022. као глумац који ће преузети насловну улогу Доктора од Џоди Витакер након низа специјала током 2022. године. На крају последњег специјала, „Моћ Доктора”, откривено је да се након Витакерине регенерације Доктор регенерисао у инкарнацију коју је тумачио Дејвид Тенант. Тенант је раније у серији глумио Десетог Доктора од 2005. до 2010. и први је глумац који је у више епизода тумачио две различите инкарнације овог лика. Повратак претходног глумца у улози нове инкарнације Доктора раније је предложио ко-творац Доктора Хуа, Сидни Њумен, у разговору 1986. са тадашњим контролором канала BBC One, Мајклом Грејдом, након отпуштања глумца Шестог Доктора, Колина Бејкера. Њумен је посебно замислио Патрика Траутона, који је тумачио Другог Доктора, како се враћа за један серијал пре него што се регенерише у женску инкарнацију. Глумац Четвртог Доктора, Том Бејкер, такође се вратио у специјалу из 2013. године „Дан Доктора” као кустос за кога је указивано да је могућа инкарнација Доктора.
Потврђено је да ће Гатва на крају играти улогу Петнаестог Доктора, а извршни продуцент Расел Т. Дејвис је изјавио: „Пут до Шутијевог Петнаестог Доктора је препун мистерије, ужаса, робота, лутака, опасности и забаве!”.
Тенант и Кетрин Тејт појавили су се као Четрнаести Доктор и Дона Нобл у три специјала поводом 60. годишњице програма у новембру 2023. године. Јасмин Фини је у овим специјалима дебитовала као Роуз Нобл.

## Костим
Четрнаести Доктор има сличан изглед као и Десети, али нешто старији, као и сличну фризуру и стрнило на лицу. Његова одећа је такође веома слична, само са прслуком и панталонама од кестењастог и тиркизног тартана који замењују пословна одела на пруге са белом кошуљом и дуплим капутом од тамноплавог твида уместо опуштеније цимет браон алкантаре шињел који је носио Десети Доктор. Његова кравата је такође направљена од угљеног и сребрног твида, а Converse патике су му боје папируса. Ова одећа се регенерисала заједно са његовим изгледом из Тринаесте Докторке, уместо да је он бира као у већини својих претходних регенерација. Дејвис је касније објаснио да је желео да се Докторова одећа промени као део прве регенерације из женског у мушког Доктора, плашећи се да ће то бити протумачено као исмевање женских особина и културе пресвлачења тако што се Тенант појављује у одећи израђеној за Витакерову.
У изјави за BBC News након најаве да ће се вратити улози Доктора, Тенант је прокоментарисао појаву свог Доктора рекавши да „некаквим повременим гледаоцима изгледам као да сам обучен на исти начин као што сам био. Али заправо смо кренули ка нечему што је на неки начин исто, али другачије. То има одјека прошлости, али је такође помало нешто садашње.”

## Појављивања
Четрнаести Доктор се први пут појављује на крају „Моћи Доктора” одмах након регенерације Тринаесте Докторке. Доктор примећује да се његов изглед вратио у сличан облик као код Десетог Доктора, иако нешто старији, и да му се одећа такође променила. Следећег месеца, Часопис Доктор Ху је објавио да ће њихов месечни стрип садржати Четрнаестог Доктора у Ослобођењу Далека, причи која почиње одмах након завршетка „Моћи Доктора” и која приказује отприлике први сат живота Четрнаестог Доктора.
Ослобођење Далека води право до следећег телевизијског појављивања Четрнаестог Доктора – мини-епизоде емитоване током телетона За децу у невољи 17. новембра 2023, неформално под називом Одредиште: Скаро.
Дана 24. новембра 2023, Тенант се појавио у лику као Четрнаести Доктор у Причи пред спавање на каналу CBeebies.
Као део специјала поводом 60. годишњице Доктора Хуа, Четрнаести Доктор се следећи пут појављује у епизоди „Звездана звер”. Стигавши у лондонски Кемден, Доктор наилази на бившу сапутницу Дону Нобл (Кетрин Тејт) – којој је обрисано сећање на Доктора након биолошке метакризе Господара времена у својој десетој инкарнацији сличног изгледа – и њену ћерку Роуз (Јасмин Фини). Удруживши се са садашњом научном саветницом UNIT-а, Ширли Бингам (Рут Медли), Доктор је приморан да покрене метакризу, дајући Дони приступ знању које ће им омогућити да спасу Лондон од уништења. Чини се да Дона нестаје све док се није открило да је Роуз наследила неке од потиснутих способности Господара времена од своје мајке, дозвољавајући да се моћи Доктора и Доне безбедно поделе између њих две.
Касније, Дона просипа шољицу кафе по конзоли ТАРДИС-а због чега се неконтролисано дематеријализовао. После кратког сусрета са сер Исаком Њутном (Натанијел Кертис), ТАРДИС слеће на свемирски брод који плута на најдаљој граници универзума. Када су се вратили у Кемден, неколико дана након њиховог одласка, откривају да Вилф (Бернард Крибинс) чува ТАРДИС, након чега их упозорава да се ближи смак света.
Доктор и Дона се удружују са UNIT-ом, где се Доктор поново налази са Ширли, Мелани Буш (Бони Ленгфорд) и Кејт Летбриџ-Стјуарт (Џема Редгрејв) како би се борили против завере Творца Играчака (Нил Патрик Харис) да створи глобалну анархију. У бици која је уследила, Четрнаестог Доктора упуцава Творац Играчака, али уместо да се регенерише, Доктор се „би-генерисао” – што је сматрано наводно митским поступком Господара времена где се нова инкарнација одваја као посебан физички ентитет. Четрнаести Доктор се удружује са новим Петнаестим Доктором (Шути Гатва) да би победио Творца Играчака, а касније је искористио моћ свог домена да удвостручи ТАРДИС. Петнаести Доктор упозорава свог претходника да се истрошио и да треба да обради психолошки утицај недавних догађаја. Четрнаести Доктор се скрасио са Доном и њеном породицом док Петнаести Доктор одлази у својој варијанти ТАРДИС-а у нове пустоловине.